# Zak Stevens
Zachary "Zak" Stevens, född Zachary Trussell 5 mars 1966,är en amerikansk heavy metal-musiker som är mest känd som sångare i Savatage under åren 1993–2000. Han har idag sitt eget band, Circle II Circle, med vilket han släppt tre studioalbum. Zak har även medverkat i Trans-Siberian Orchestra.

## Diskografi (urval)
Studioalbum med Savatage
- Edge of Thorns (1993)
- Handful of Rain (1994)
- Dead Winter Dead (1995)
- The Wake of Magellan (1998)

Studioalbum med Trans-Siberian Orchestra
- Christmas Eve and Other Stories (1996)
- The Christmas Attic (1998)
- Beethoven's Last Night (2000)
- The Lost Christmas Eve (2004)
- Night Castle (2009)

Studioalbum med Circle II Circle
- Watching in Silence (2003)
- The Middle of Nowhere (2005)
- Burden of Truth (2006)
- Delusions of Grandeur (2008)
- Consequence of Power (2010)
- Seasons Will Fall (2013)
- Reign of Darkness (2015)